# Uomo Pianta
Uomo Pianta (Plantman) è il nome di due personaggi dei fumetti Marvel Comics, entrambi supercriminali.
Il primo Uomo Pianta era Samuel Smithers. Il personaggio è stato creato dal duo Joe Carter, Stan Lee (testi) e da Dick Ayers (disegni). Il suo nome originale è Plantman ma è conosciuto anche come Blackheath. La sua prima apparizione è avvenuta in un episodio della Torcia Umana (Strange Tales vol. 1 n. 113 del 1963) pubblicato in Italia su Fantastici Quattro n. 12 dell'Editoriale Corno.

## Biografia dei personaggi

### Samuel Smithers
Sam Smithers, un povero orfano originario di Londra, trova da giovane lavoro in un laboratorio di un famoso botanico che era alla ricerca dell'intelligenza della vita vegetale. Dopo la morte di quest'ultimo, Sam si trasferisce negli Stati Uniti con lo scopo di continuare il lavoro del suo mentore e di creare un dispositivo in grado di comunicare con le piante. Deriso dalla comunità scientifica statunitense, Smithers fu costretto a trovare un lavoro di ripiego come giardiniere al servizio del padre della fidanzata di Johnny Storm, Doris Evans. Quando quest'ultimo lo licenziò in tronco, crebbe il risentimento verso di lui. L'occasione per la vendetta nei confronti del suo ex datore di lavoro si presentò presto quando, durante un temporale, un fulmine colpì la sua pistola a raggi creata per interagire con la flora e la rese in grado di controllare le piante e il mondo vegetale in genere. Assunto il nome di battaglia di Uomo Pianta e un costume consono allo scopo tutto verde, Sam fece un furto nella gioielleria dove lavorava il padre di Doris, con lo scopo di attribuirgline la colpa, ma i suoi piani andarono in fumo a causa dell'intervento della Torcia Umana. Un altro tentativo di vendetta nei confronti del più giovane membro dei Fantastici Quattro venne frustrato e per Sam si aprirono le porte della prigione. Uscito di prigione, tentò di creare una colonia di piante create tramite ingegneria genetica fondendo le loro cellule con le sue, scontrandosi poi con Iron Man.
Successivamente iniziò a collaborare con il Conte Nefaria e il suo Maggia. Assieme ad altri luogotenenti del Conte (Anguilla, Porcospino, Unicorno e Spaventapasseri) rapì gli X-Men a scopo di estorsione ma i loro piani fallirono miseramente anche se Sam, prima di fuggire, riuscì a rubare parte della tecnologia del Maggia per dare vita ad un mostruoso Leviatano di alghe per terrorizzare Londra ma fu fermato da Namor e Triton degli Inumani.
Spesso l'Uomo Pianta si è servito di repliche vegetali di sé stesso per compiere imprese mercenarie e criminali al fine di finanziare le sue ricerche, come quando se ne servì per collaborare con Viper, il Comandante Incappucciato e i suoi vecchi compagni del Maggia per affrontare Capitan America e Falcon. In un'altra occasione un suo simulacro rapì il Nottolone a scopo di estorsione ma i Difensori, grazie all'aiuto di Nebulon, riuscirono a liberare Kyle Richmond. Falcon, assieme all'Uomo Ragno, affrontò di nuovo Smithers che poi dovette anche vedersela con i Micronauti.
Successivamente Uomo Pianta iniziò a scontrarsi sempre di più con i Vendicatori come quando catturò in una base militare il Presidente degli Stati Uniti coadiuvato da un esercito di mille suoi simulacri con i quali tentò anche di prendere controllo dello S.H.I.E.L.D.. Dopo uno scontro con Occhio di Falco, prese parte agli Atti di vendetta, un piano architettato da Teschio Rosso, Dottor Destino, Kingpin, Loki, il Mandarino e Magneto, attaccando i Fantastici Quattro assieme ad un gruppo di altri strampalati criminali. Un altro scontro con gli Avengers avvenne durante una riparazione della loro base.

### Paul
Un nuovo Uomo Pianta ha fatto la sua comparsa sulle pagine della serie Lo Stupefacente Ant-Man. Egli è un ex commesso di un negozio di fumetti di nome Paul che viene scelto da Power Broker per dimostrare le migliorie della sua nuova app per supercriminali "Hench X". Power Broker, tramite un macchinario, fornisce dei poteri a Paul, tramutandolo istantaneamente nel nuovo Uomo Pianta. Paul fa il suo debutto combattendo Ant-Man, sopraggiunto alla ricerca di sua figlia Cassie ma, a causa della sua notevole inesperienza, viene sconfitto abbastanza facilmente.

## Poteri e abilità
Samuel Smithers è in grado di controllare il mondo vegetale grazie ad una pistola a raggi con cui anima le piante per far fare loro quello che vuole.
Il macchinario del Power Broker ha tramutato Paul in una pianta umanoide. Il nuovo Uomo Pianta è in grado di controllare la vegetazione circostante e può emettere delle sorte di rami dal proprio corpo con cui può attaccare e che può usare anche per camminare.